# Revue française de science politique
La Revue française de science politique (RFSP) est une revue scientifique spécialisée en science politique et sociologie politique. Il s'agit de la principale revue de ces disciplines en France. Six numéros paraissent par an.

## Histoire
La revue est créée en mars 1951 par la Fondation nationale des sciences politiques et l'Association française de science politique. Elle est éditée par les Presses de Sciences Po. Le premier numéro paraît en juin 1951.
Le premier comité de direction est présidé par André Siegfried, et réunit Raymond Aron, Jacques Chapsal, Jean-Jacques Chevallier, Maurice Duverger, François Goguel et Jean Stoetzel.
Les premiers groupes producteurs d'articles sont issus des facultés de droit et des Institut d'études politiques. Les premières années sont marquées par des articles rédigés par des non-chercheurs, comme des hommes politiques et des hauts fonctionnaires tels Michel Debré.
La ligne éditoriale des années 1950 aux années 1970 comporte deux noyaux durs : les articles de pensée politique, proches de la philosophie politique, et les articles liés au pouvoir et aux institutions, plus juridiques. Trois auteurs publient des articles d'histoire politique (Pierre Renouvin, Jean-Baptiste Duroselle et René Rémond). Il faut attendre les années 1960 pour que la sociologie électorale trouve sa place.
Après les évènements de Mai 68, la revue se dote d'un conseil scientifique et d'une comité de rédaction. En 1991, le mandat du directeur est limité dans le temps.
En 2010, la revue atteint son 60e volume.
La revue décide de s'internationaliser en 2011. Grâce au soutien de l'INSHS-CNRS, une large sélection d'articles est traduite en anglais, en version numérique sur Cairn.info et JSTOR. Depuis 2015, la traduction est assurée par Cadenza Academic Translations.

## Direction
Jean Meynaud est rédacteur en chef de 1951 à 1955. Il est remplacé par Jean Touchard, qui reste au poste jusqu'en 1971. Il cède alors sa place à Georges Lavau. En 1991, il est remplacé par Jean-Luc Parodi, qui dirige la revue jusqu'en décembre 2008. Yves Déloye lui succède à partir de janvier 2009.
Le comité de rédaction sous Yves Déloye rassemble trois chercheurs de Sciences Po Paris, deux de université Panthéon-Sorbonne, un de Sciences Po Bordeaux, un de Sciences Po Grenoble, deux de l'université Panthéon-Assas, un de l'université Jean-Moulin-Lyon-III, et un de l'université de Nanyang.